# Велье (Печорский район)
Велье — деревня в Печорском районе Псковской области России. Входит в состав сельского поселения «Изборская волость».
Расположена в 33 км к юго-востоку от города Печоры и в 9 км к юго-западу от Изборска, в 1 км к востоку от берега озера Велье, на северо-восточном побережье которого находится база отдыха «Велье».

## Население
Численность населения деревни на 2000 год составляет 11 человек, на 2011 год — постоянных жителей не было учтено.
| 2001 | 2002 | 2010 |
| ---- | ---- | ---- |
| 11   | ↘10  | ↘0   |

## Имение Дерюгиных
В документах за 1872-1873 гг. о ходе выкупной операции в связи с освобождением крестьян от крепостной зависимости можно увидеть, что Велье принадлежало потомственному дворянину Михаилу Дмитриевичу из рода Дерюгиных.